# Aura Herzog

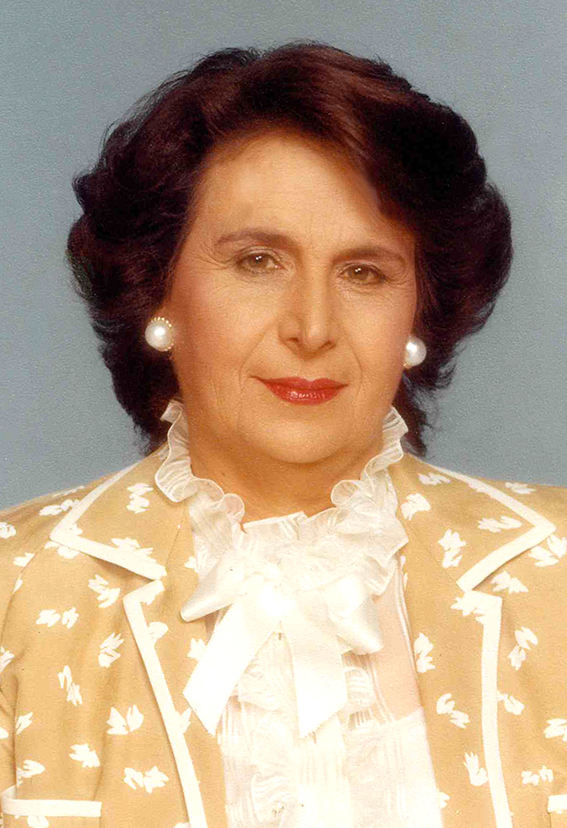
Aura Herzog

Aura Herzog (hebräisch אורה הרצוג, geboren 24. Dezember 1924 als Aura Ambache in Ismailia, Königreich Ägypten, hebräisch אורה אמב"ש; gestorben 10. Januar 2022 in Herzlia, Israel) war eine israelische Sozial- und Umweltaktivistin, die von 1983 bis 1993 als First Lady Israels amtierte. Sie war die Ehefrau von Chaim Herzog, dem sechsten Präsidenten des Staates Israel, und Mutter des seit 2021 amtierenden elften Präsidenten Israels, Jitzchak Herzog.

## Leben
Als jüngste von drei Töchtern einer aschkenasischen jüdischen Familie russisch-jüdischer und polnisch-jüdischer Abstammung wurde Aura Ambache am 24. Dezember 1924 in Ismailia geboren. Ihre Eltern waren Leah Steinberg und der Ingenieur Simcha Ambache. Auras ältere Schwester Schoschana („Suzy“) heiratete den israelischen Diplomaten Abba Eban.
Die Familie ihres Vaters stammte ursprünglich aus der am Mittelmeer gelegenen Hafenstadt Jaffa. Er gehörte zu einer Gruppe von etwa 15.000 palästinensischen Juden, die während des Ersten Weltkriegs von der osmanischen Armee aus Jaffa vertrieben wurden. Eine neue Heimat fand er in Ägypten, wo seine beiden Töchter französische Schulen in Ismailia und Kairo besuchten. Während des Zweiten Weltkriegs beschloss ihr Vater – besorgt darüber, was mit ihm und anderen Juden geschehen würde, wenn das Afrikakorps des deutschen Feldmarschalls Erwin Rommel weiter vorrücken würde – seine Familie nach Südafrika zu bringen. Dort studierte Aura Ambache Mathematik, Physik und Astronomie an der Witwatersrand-Universität in Johannesburg und erwarb den Abschluss Bachelor of Science.
Im Oktober 1946 wanderte sie in das Mandatsgebiet Palästina ein. Im folgenden Jahr wurde sie in die erste Klasse der von der Jewish Agency for Israel eingerichteten Diplomatenschule aufgenommen. Sie war Mitglied der Hagana, einer jüdischen paramilitärischen Organisation im britischen Mandatsgebiet Palästina. 

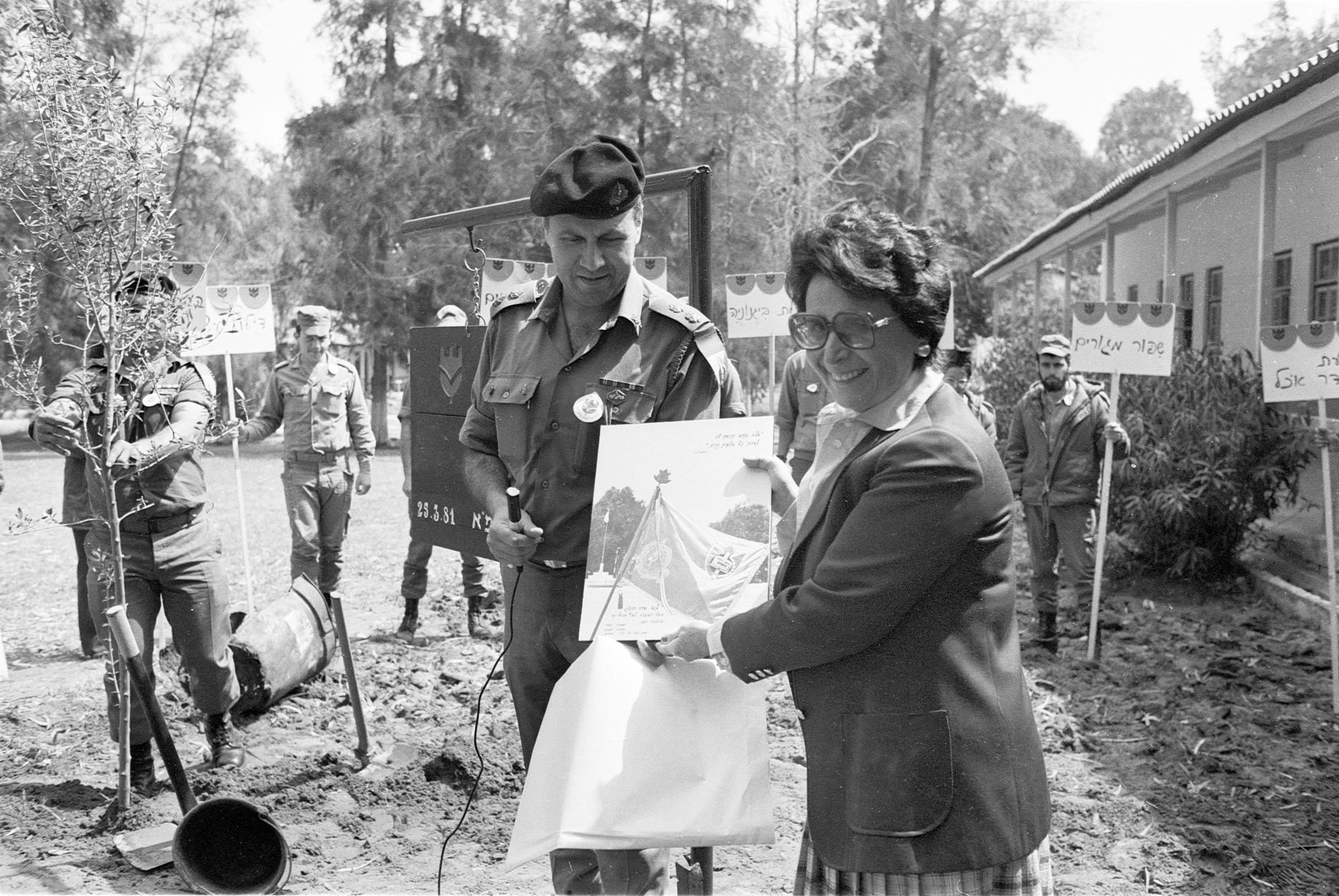
Aura Herzog bei einer Baumpflanzaktion im März 1981

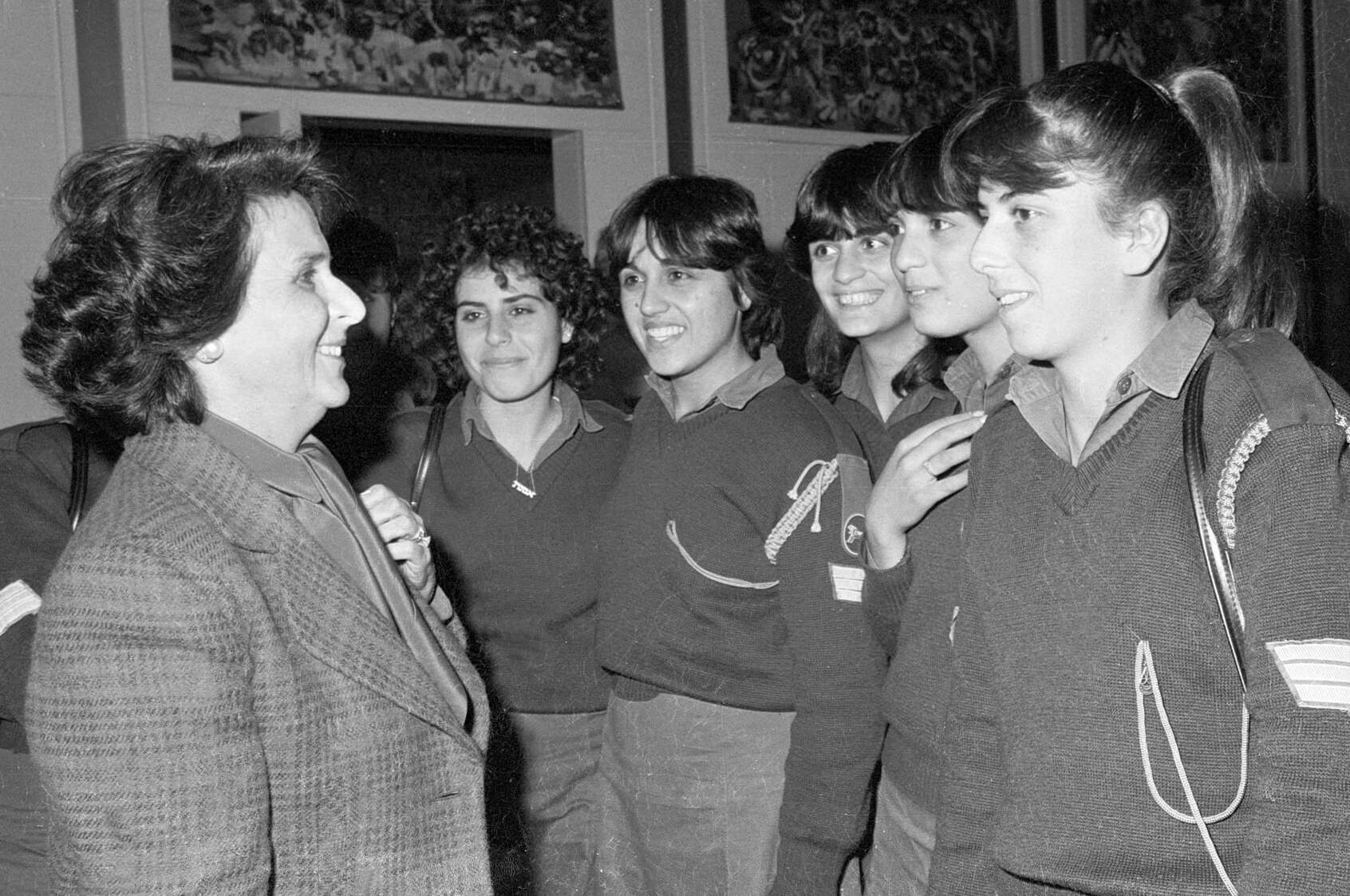
Aura Herzog als First Lady mit jungen Soldatinnen der IDF (1984)

Am 8. Mai 1947 heiratete sie Chaim Herzog in der kleinen Stadt Gedera und bezog mit ihm eine Wohnung im Jerusalemer Stadtviertel Talpiot. Das Paar hatte vier Kinder:
- Yoel Herzog, Staatsanwalt und ehemaliger Brigadegeneral in der israelischen Armee
- Michael Herzog, israelischer Botschafter in den Vereinigten Staaten
- Jitzchak Herzog, Staatspräsident Israels seit 2021
- Ronit Herzog, klinische Psychologin

Bei einem Bombenanschlag auf das Gebäude der Jewish Agency im Haus der Nationalen Institutionen in Jerusalem am 11. März 1948 wurde Aura Herzog schwer verletzt, es blieben jedoch keine gesundheitlichen Schäden bei ihr zurück. Während des Palästinakriegs diente sie als Geheimdienstoffizierin im neu gegründeten Wissenschaftskorps und der Geheimdienstabteilung Nummer 2 (Unit 8200).
Von 1950 bis 1954 lebte Herzog mit ihrem Ehemann in den Vereinigten Staaten, wo er als Militärattaché tätig war, und erneut von 1975 bis 1978, als er Ständiger Vertreter Israels bei den Vereinten Nationen in New York war.
Als 1958 die Feierlichkeiten zum 10-jährigen Bestehen des Staates Israels anstanden, wurde Herzog zur Generalsekretärin des Vorbereitungskomitees ernannt. In dieser Funktion initiierte sie auch das erste Internationale Bibelquiz, das seither jährlich am Unabhängigkeitstag Israels in Jerusalem stattfindet.
Von 1959 bis 1968 leitete sie im Ministerium für Bildung und Kultur die Abteilung für Kultur und war Mitglied des Rates für Kunst und Kultur. 1969 gründete Herzog den Rat für ein schönes Israel (hebräisch המועצה לישראל יפה, englisch Council for a Beautiful Israel), eine Umweltschutz-NGO, zu deren Zielen es gehört, eine positive Einstellung zur Landschaft und ihrer Erhaltung zu schaffen, die natürliche Schönheit des Landes zu fördern, seine historischen Stätten zu bewahren und das Umweltbewusstsein in der Öffentlichkeit zu stärken. Herzog hatte 40 Jahre lang den Vorsitz der Organisation inne und wurde später zu deren „internationaler Ehrenpräsidentin“ ernannt.

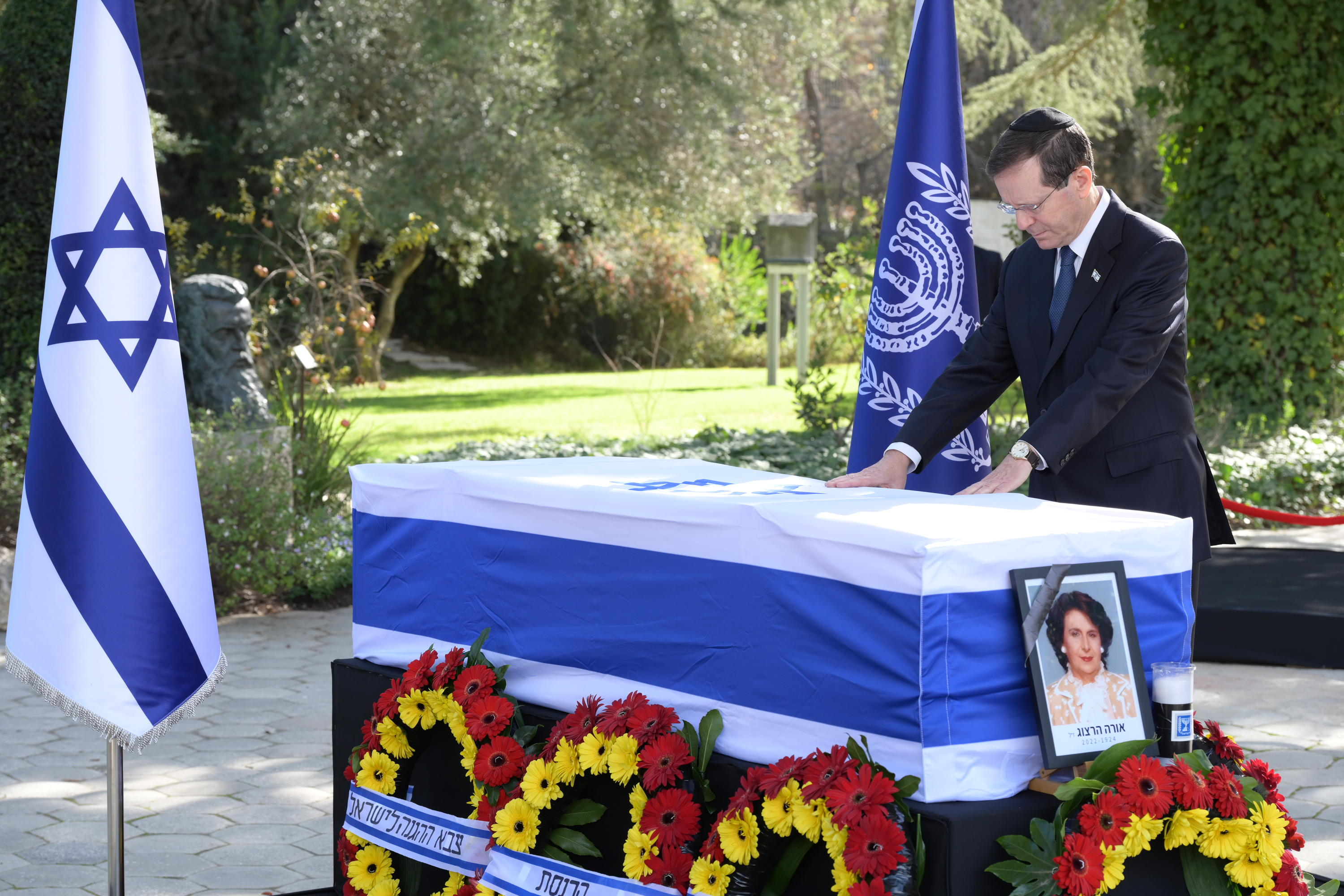
Präsident Jitzchak Herzog erweist seiner Mutter die letzte Ehre

Im Jahr 1971 veröffentlichte Herzog unter dem Titel Secrets of Hospitality das erste Handbuch zum Thema Etikette in hebräischer Sprache, in dem sie Gastfreundschaft, Sitten und Gebräuche thematisierte. Für die jüdische Wochenzeitung The Jewish Chronicle verfasste sie Beiträge als Kunstkritikerin.
Nach dem Ende der Präsidentschaft ihres Ehemannes und ihrer eigenen Amtszeit als First Lady (1993) hatte Herzog verschiedene Positionen inne: Sie war unter anderem Vorsitzende des öffentlichen Komitees für die Feierlichkeiten zum 50. Jahrestag der Staatsgründung Israels (1998), Mitglied des israelischen Rundfunkrats und des öffentlichen Beirats von Israels staatlicher Lotterie Mifal HaPayis und Mitglied des Verwaltungsrats des Tel Aviv Museum of Art.
Aura Herzog starb am 10. Januar 2022 im Alter von 97 Jahren in ihrem Haus in Herzlia. Sie fand am 12. Januar ihre letzte Ruhestätte neben ihrem Ehemann und einer Reihe anderer führender israelischer Persönlichkeiten auf dem nationalen Ehrenfriedhof auf dem Jerusalemer Herzlberg. In seiner Grabrede würdigte ihr Sohn, Staatspräsident Jitzchak Herzog, sie als „eine äußerst liebevolle Mutter für uns alle, eine Quelle der Kraft, ein Motor mit unglaublichen Energien“.